# The House of the Dead
The House of the Dead (zkráceně THOTD) je arkádová hra z první osoby vytvořená firmou Sega. Vydána byla 13. září 1996 v Japonsku a později i mezinárodně 4. března 1997. Jedná se o první hru ze série The House of the Dead.
Hráči se vžijí do rolí agentů Thomase Rogana a "G" bojujících proti stvořením, jež jsou produkty nelidských experimentů šíleného vědce Dr. Curiena.

## Hratelnost
The House of the Dead je kolejová střílečka pro jednoho nebo dva hráče. Hráči využívají light gun (nebo v počítačové verzi myš), aby zamířili a vystřelili na blížící se stvoření. Hráčské pistole využívají zásobníků, které mají 6 nábojů, hráč nabíjí střelbou ven z obrazovky. Zbývající životy znázorňují pochodně. Když hráč obdrží poškození nebo zastřelí rukojmí, jedna z pochodní zhasne. Pokud zhasnou všechny, hráč umírá. Hráč si může doplňovat zdraví pomocí balíčků první pomoci, které může získat za záchranu rukojmích, anebo je může nalézt v některých z rozbitných předmětů. V dalších z rozbitných předmětů může hráč nalézt speciální předměty, které mu přičtou jistý bonus.
Během hry se hráči setkávají s mnoha situacemi, v kterých svou činností (či nečinností) ovlivní, jakým směrem se bude hra udávat dál. Například pokud se hráči povede zachránit všechny rukojmí, na konci hry se mu odhalí tajná místnost s bonusy a životy.

## Příběh
Roy Curien coby proslulý biochemik a genetik se stává posedlý zkoumáním života a smrti. Dostává se mu podpory nejen svého týmu, ale i korporace DBR, avšak jeho neúnavný výzkum ho pomalu dováděl k šílenství. Jeho experimenty už nabíraly hrůzostrašných otáček a v Curienově sídle v Evropě, které slouží jako jeho domov i jako jeho laboratoř, to celé propuká.
Později roku 1998 agent Thomas Rogan obdrží telefonát z Curienova sídla od své vyděšené snoubenky Sophie Richards. Rogan a jeho parťák "G" přilétají do Evropy, kde po příjezdu do Curienova sídla nacházejí nemrtvá stvoření, která Curien vypustil. U příjezdové cesty leží smrtelně raněný vědec, který v rukou svírá časopis obsahující informace o Curienových stvořeních a jejich slabostech. Zanedlouho nacházejí Sophie, ale jsou tak svědky jejího únosu okřídleným stvořením připomínající velkého netopýra zvaným Hangedman.
Sophie později nachází v jedné z místností sídla. Do místnosti však střešním oknem proskočí Chariot, těžce obrněný mutant vyzbrojený berdychou, a Sophie odhodí stranou. Po porážce Chariota nalézají Sophie v bezvládném stavu, jak zdánlivě podléhá na následky svého zranění. Rozzuřený Rogan jde po Hangedmanovi, jeho pronásledování ho společně s "G" zavede na střechy okolo nádvoří, kde po dlouhé bitvě Hangedmana úspěšně sestřelí.
Rogan a "G" se stále probojovávají skrze nemrtvá stvoření s cílem nalézt Curiena. Ten na ně však zanedlouho vypustí Hermita, obřího pavoučího kraba a před agenty utíká. Po porážce tohoto monstra dochází k opětovné konfrontaci s nově vytvořeným Chariotem a Hangedmanem. Rogan a "G" se poté opět setkají s Curienem, který na ně vypouští své mistrovské dílo - Magiciana, humanoidní stvoření s pyrokinetickými schopnostmi. Nicméně ihned po vypuštění docházejí Magicianovi své možnosti, odmítá komukoli sloužit a hodem ohnivé koule svého stvořitele na místě zabije. Po závěrečném souboji, ještě než Magician exploduje, jim sděluje varování, že stále ještě nic neviděli. Poté agenti opouštějí budovu a následně se pohled přibližuje k vchodovým dveřím, které se otevřou. Uvnitř je možné vidět Sophie, která přežila svá zranění. Poté všichni tři sídlo opouštějí.

### Alternativní konce
V jednom z alternativních konců se Sophie stává nemrtvou. V dalším z alternativních konců je pohled oddálen na sídlo, aniž bychom věděli zda Sophie přežila či ne.

## Zajímavosti
Když se Indianapolis snažil zakázat násilné hry, o The House of the Dead tvrdil, že je obscénní, a tak nechráněný podle prvního dodatku Ústavy Spojených států amerických. To si vyžádalo, aby soudce amerického odvolacího soudu Richard Posner hru dostatečně zkontroloval, posléze bylo zjištěno, že zákaz Indinapolisu byl protiústavní. Posner napsal, že hra je zjevně fiktivní a svým karikaturovaným vzhledem nikomu žaludek nezvedne, tedy rozhodně ne tak, jako fotografie dekapitované osoby.

## Konverze
V roce 1998 byla hra převedena na Sega Saturn a Windows. Konverze však utrpěla poněkud uspěchaným vývojem. Oficiální časopis Sega Saturn kritizoval grafiku a snímkovou frekvenci hry, která běžela pouze na 20 snímků za sekundu. Do konverzí pak byly přidány další herní módy, které obsahují volbu postav a boss mód.
Verze pro Sega Saturn měly trochu remixovaný soundtrack ve srovnání s arkádovou verzí. V druhé kapitole se nachází odkaz na slova „Challenger, pokračujte na plný výkon!“, která pronesl Richard O. Covey z řídící místnosti vteřiny před explozí raketoplánu Challenger. Lze je slyšet třikrát za sebou před hudební smyčkou. V arkádové verzi namísto těchto slov uslyšíme pouze smích.